# 실비오 피올라
실비오 피올라(이탈리아어: Silvio Piola ˈsilvjo ˈpjɔːla[*]; 1913년 9월 29일, 롬바르디아 주 로비오 ~ 1996년 10월 4일, 피에몬테 주 가티나라)는 이탈리아의 전 축구 선수로, 현역 시절 스트라이커로 활약했다. 그는 이탈리아 축구 역사상 득점 부문에서 몇 가지 기록을 세운 이정표급 선수로, 그는 당대 최고의 스트라이커로 뽑히며, 이탈리아 역대 최고의 선수로도 평가된다. 피올라는 이탈리아 국가대표팀 일원으로 1933-35년 중부 유럽 선수권 대회와 1938년 월드컵을 들어올렸는데, 후자의 대회 결승전에서 2골을 기록해 대회를 최다 득점 2위와 최우수 선수 2위로 마무리했다.
피올라는 이탈리아 국가대표팀 역대 최다 득점 3위에 이름을 올리고 있다. 그는 이탈리아 1부 리그 역사상 통산 최다 득점 1위에 이름을 올리고 있는데, 세리에 A 274골과 디비시오네 나치오날레 16골로 총 290골을 기록했으며, 세리에 A 단독으로만으로도 최다 득점자이다. 그는 566번의 세리에 A 경기에 출전해 이탈리아 1부 리그 역대 최다 출전 4위에도 올라 있다. 피올라는 3개의 구단에서 세리에 A 득점왕에 오른 유일한 선수이기도 하다.(프로 베르첼리, 라치오, 그리고 노바라) 피올라는 모든 대회 통틀어 이탈리아 선수 역대 최다 득점자이기도 한데, 364골(디비시오네 나치오날레와 이탈리아 국가대표팀 2군 기록 포함시 391골)을 기록했다. 피올라는 친선전을 포함하여 현역 기간에 총 682골을 폭격했다.
그가 영면에 든 후, 몇몇 이탈리아 구단은 그의 이름을 따 개칭되었다. 1997년에는 노바라에 한 곳이, 1998년에는 베르첼리에 한 곳이 그의 이름을 따 개칭되었다. 2011년, 그는 사후 명예로 이탈리아 축구 명예의 전당에 헌액되었다.

## 클럽 경력
피올라는 이탈리아의 프로 베르첼리에서 프로 무대에 입문하여 1930년 2월 16일에 볼로냐를 상대로 세리에 A 신고식을 치렀고, 1년차에 불과 17세의 나이로 13번 상대 골망을 흔들었다. 피올라는 7-2로 이긴 피오렌티나와의 경기에서 6골을 넣으며 세리에 A 단일 경기 공동 최다 득점을 기록했다. 그는 이후 세리에 A에서 프로 베르첼리 소속으로 127번의 경기에 출전해 51골을 기록했다.
1934년, 그는 라치오로 둥지를 옮겨 이 구단은 앞서 1930년 11월 11일에 세리에 A 경기에서 맞붙어 골을 내주기도 했다. 그는 이후 9년 동안 로마 연고 구단에서 활약하게 되었다. 피올라는 라치오 소속으로 1937년과 1943년에 2번 세리에 A 득점왕에 등극했다. 피올라는 149골을 기록해 라치오의 역대 최다 득점자로 이름을 올렸지만, 이후 이 기록을 2021년에 치로 임모빌레가 경신했다.
라치오를 떠난 후, 그는 1944년에 전쟁으로 쑥대밭이 된 토리노로 이적해 불과 23번의 경기에서 27번 골망을 흔드는 눈부신 실적을 냈다. 전쟁이 끝나갈 무렵, 그는 노바라로 이적했다. 이후, 1945년부터 1947년까지 피올라는 유벤투스에서 뛰다가 노바라로 복귀해 친정 라치오와의 경기에서 39세 4개월 2일로 세리에 A 역사상 최고령 주장에 이름을 올렸다. 이 기록은 2016년 4월 20일에 프란체스코 토티가 대기석을 나와 2골을 기록해 토리노를 상대로 안방에서 로마가 역전승을 거두게 도우며 기록이 경신되었는데, 당시 토티의 나이는 39세 6개월 23일이었다. 2023년 기준으로도 피올라는 세리에 A 역대 최다 득점자이다.

## 국가대표팀 경력
그의 첫 이탈리아 국가대표팀 경기는 1935년 3월 24일, 오스트리아와의 경기로, 그는 중부 유럽 선수권 대회 경기에 출전해 1호, 2호골을 내리 뽑으며 적지에서 2-0 완승을 견인했다. 그는 1938년 월드컵 우승 주역이기도 했는데, 4-2로 이긴 헝가리와의 결승전에서 2골을 뽑아냈다. 그는 이 대회 최다 득점 2위와 최우수 선수 2위로 마무리했고, 대회의 선수단에도 이름을 올렸다.
피올라는 1935년과 1952년 사이 34번의 이탈리아 국가대표팀 경기에 출전해 30골을 기록했는데, 이 기록은 제2차 세계 대전으로 중단되지 않았을 경우 더 큰 기록을 세웠을 것으로 추정된다. 그는 1940년부터 1947년까지 국가대표팀 주장도 역임했다. 1939년, 그는 잉글랜드와의 경기에서 47년 후의 디에고 마라도나가 그랬듯이 손으로 골을 집어넣었다. 그의 1952년 마지막 국가대표팀 경기도 잉글랜드와의 경기로, 결과는 1-1 무승부였다. 피올라는 이탈리아 국가대표팀 역대 최다 득점 3위로, 그보다 많은 골을 올린 선수는 주세페 메아차와 루이지 리바뿐이다. 그는 리바와 함께 13골로 역대 최다 원정골을 기록한 선수이기도 하다.

## 최후
피올라는 1996년 10월 4일, 향년 83세로 가티나라에서 영면에 들었다.

## 경기 방식
역대 최고의 스트라이커로 거론되는 피올라는 현역 시절 내내 골 결정력과 영점조준의 정확성으로 명성을 널리 떨쳤다. 그는 현역 시절에 체격 조건, 지능, 그리고 득점으로 연결해내는 경기 지배력, 동료에게 득점을 돕기 위한 공의 배급 등에도 두각을 나타낸 현대적이며 다재다능한 선수로 통했다. 피올라는 공넘김은 물론 시야, 효율성, 기술력도 출중해 전술적으로 다재다능한 선수로, 여러 역할을 맡을 수 있으며, 측면이나 중원은 물론 간혹 맡은 전방 플레이메이커, 지원형 스트라이커 자리에서도 본분을 다할 수 있지만, 피올라는 특히 중앙 공격수로서 두각을 나타냈다. 그는 주력, 위치 선정, 공격 전개, 그리고 기회 포착력을 통해 상대 견제를 피해 공격적으로 쇄도해 동료가 배급하는 공을 접수하거나 근처의 배회하는 공을 회수할 수 있었다. 피올라는 강하고 정확한 마무리를 머리든 양발로든 경기장 어디에서든 잘 썼기에, 현역 시절 내내 많은 득점을 기록했다. 민첩함과 뛰어난 운동신경 덕에, 피올라는 공중 경합에도 호락호락하지 않았는데, 곡예사처럼 뜬 공을 처리하거나 가위차기로 마무리했다. 그는 재능과 명성 외에도, 현역 시절 자주 쓰러지는 척 연기하는 것으로 비판받았다. 그의 전설적인 국가대표팀 동료이자 구단대항전의 경쟁자이자 동반자인 주세페 메아차와 대조되게 주변인이 자주 둘을 견준 것과 대조되게 피올라는 경기장 안팎에서 대체로 차분한 성향이었고, 기교보다는 효율성이나 실리적인 방법으로 득점하는 것을 선호했다. 경기 자체에서의 능력과 뛰어난 골 결정력 외에도, 피올라는 현역 시절 오랜 기간 정상급 실력을 유지한 것으로도 높은 평가를 받았다.

## 경력 통계

### 클럽
| 구단          | 시즌      | 리그                  | 리그 | 리그 | 코파 이탈리아 | 코파 이탈리아 | 합계 | 합계 |
| 구단          | 시즌      | 리그명                | 출장 | 골   | 출장          | 골            | 출장 | 골   |
| ------------- | --------- | --------------------- | ---- | ---- | ------------- | ------------- | ---- | ---- |
| 프로 베르첼리 | 1929–30   | 세리에 A              | 4    | 0    | —             | —             | 4    | 0    |
| 프로 베르첼리 | 1930–31   | 세리에 A              | 32   | 13   | —             | —             | 32   | 13   |
| 프로 베르첼리 | 1931–32   | 세리에 A              | 31   | 12   | —             | —             | 31   | 12   |
| 프로 베르첼리 | 1932–33   | 세리에 A              | 32   | 11   | —             | —             | 32   | 11   |
| 프로 베르첼리 | 1933–34   | 세리에 A              | 28   | 15   | —             | —             | 28   | 15   |
| 프로 베르첼리 | 합계      | 합계                  | 127  | 51   | 0             | 0             | 127  | 51   |
| 라치오        | 1934–35   | 세리에 A              | 29   | 21   | —             | —             | 29   | 21   |
| 라치오        | 1935–36   | 세리에 A              | 27   | 20   | 2             | 2             | 29   | 22   |
| 라치오        | 1936–37   | 세리에 A              | 28   | 21   | 1             | 0             | 29   | 21   |
| 라치오        | 1937–38   | 세리에 A              | 28   | 15   | 0             | 0             | 28   | 15   |
| 라치오        | 1938–39   | 세리에 A              | 21   | 8    | 1             | 0             | 22   | 8    |
| 라치오        | 1939–40   | 세리에 A              | 23   | 9    | 2             | 1             | 25   | 10   |
| 라치오        | 1940–41   | 세리에 A              | 25   | 10   | 0             | 0             | 25   | 10   |
| 라치오        | 1941–42   | 세리에 A              | 24   | 18   | 2             | 3             | 26   | 21   |
| 라치오        | 1942–43   | 세리에 A              | 22   | 21   | 2             | 0             | 24   | 21   |
| 라치오        | 합계      | 합계                  | 227  | 143  | 10            | 6             | 237  | 149  |
| 토리노        | 1944      | 북부 이탈리아 선수권  | 23   | 27   | —             | —             | 23   | 27   |
| 유벤투스      | 1945–46   | 디비시오네 나치오날레 | 29   | 16   | —             | —             | 29   | 16   |
| 유벤투스      | 1946–47   | 세리에 A              | 28   | 10   | —             | —             | 28   | 10   |
| 유벤투스      | 합계      | 합계                  | 57   | 26   | 0             | 0             | 57   | 26   |
| 노바라        | 1947–48   | 세리에 B              | 30   | 16   | —             | —             | 30   | 16   |
| 노바라        | 1948–49   | 세리에 A              | 36   | 15   | —             | —             | 36   | 15   |
| 노바라        | 1949–50   | 세리에 A              | 17   | 4    | —             | —             | 17   | 4    |
| 노바라        | 1950–51   | 세리에 A              | 37   | 19   | —             | —             | 37   | 19   |
| 노바라        | 1951–52   | 세리에 A              | 31   | 18   | —             | —             | 31   | 18   |
| 노바라        | 1952–53   | 세리에 A              | 25   | 9    | —             | —             | 25   | 9    |
| 노바라        | 1953–54   | 세리에 A              | 9    | 5    | —             | —             | 9    | 5    |
| 노바라        | 합계      | 합계                  | 185  | 86   | 0             | 0             | 185  | 86   |
| 경력 합계     | 경력 합계 | 경력 합계             | 619  | 333  | 10            | 6             | 629  | 339  |

### 국가대표팀
| 국가대표팀 | 연도 | 출장 | 골 |
| ---------- | ---- | ---- | -- |
| 이탈리아   | 1935 | 2    | 2  |
| 이탈리아   | 1936 | 5    | 2  |
| 이탈리아   | 1937 | 5    | 5  |
| 이탈리아   | 1938 | 7    | 9  |
| 이탈리아   | 1939 | 6    | 8  |
| 이탈리아   | 1940 | 4    | 1  |
| 이탈리아   | 1941 | –    | –  |
| 이탈리아   | 1942 | 1    | 1  |
| 이탈리아   | 1943 | –    | –  |
| 이탈리아   | 1944 | –    | –  |
| 이탈리아   | 1945 | 1    | 1  |
| 이탈리아   | 1946 | 1    | 1  |
| 이탈리아   | 1947 | 1    | 0  |
| 이탈리아   | 1948 | –    | –  |
| 이탈리아   | 1949 | –    | –  |
| 이탈리아   | 1950 | –    | –  |
| 이탈리아   | 1951 | –    | –  |
| 이탈리아   | 1952 | 1    | 0  |
| 합계       | 합계 | 34   | 30 |

## 수상
라치오
- 세리에 A 준우승: 1936–37
- 미트로파컵 준우승: 1937

유벤투스
- 세리에 A 준우승: 1945–46, 1946–47

노바라
- 세리에 B: 1947–48

이탈리아
- 월드컵: 1938
- 중부 유럽 선수권 대회: 1933–35

개인
- 세리에 A 득점왕: 1936–37, 1942–43[28]
- 이탈리아 축구 명예의 전당 헌액(사후 명예): 2011[29]
- 이탈리아 스포츠 명예의 거리 헌액: 2015[30][31]